# Ахматова Гора
Ахма́това Гора́ — деревня в Староладожском сельском поселении Волховского района Ленинградской области.

## История
Деревня Ахматова Гора упоминается на карте Санкт-Петербургской губернии Ф. Ф. Шуберта 1834 года.

АРМАТОВА ГОРА — деревня принадлежит коллежскому советнику Томилову, число жителей по ревизии: 40 м. п., 35 ж. п. (1838 год)

АХМАТОВА ГОРА — деревня господина Томасова, по просёлочной дороге, число дворов — 20, число душ — 50 м. п. (1856 год)

АХМАТОВА ГОРА (ВИСЕЛЬНИК) — деревня владельческая при реке Ладожке, число дворов — 20, число жителей: 39 м. п., 60 ж. п.; Часовня православная. (1862 год)

Согласно епархиальным сведениям 1899 года деревня относилась к приходу Алексеевской церкви при Успенском женском монастыре (Успения Пресвятой Богородицы) в селе Старая Ладога.
В конце XIX веке деревня административно относилась к Михайловской волости 1-го стана Новоладожского уезда Санкт-Петербургской губернии, в начале XX века — 2-го стана.
По данным «Памятной книжки Санкт-Петербургской губернии» за 1905 год деревня называлась Ахматова-Гора и входила в состав Успенского сельского общества.
Согласно военно-топографической карте Петроградской и Новгородской губерний издания 1915 года деревня называлась Ахматова Гора (Висельник).
С 1917 по 1919 год деревня входила в состав Успенского сельсовета Михайловской волости Новоладожского уезда.
С 1919 года в составе Октябрьской волости Волховского уезда.
С 1924 года в составе Староладожского сельсовета.
Согласно данным переписи населения СССР 1926 года в деревне Ахматова Гора проживали 243 человека — все русские.
С 1927 года в составе Волховского района.
В августе 1928 года на бывших землях помещика Шварца из пяти бедняцких хозяйств деревни была организована первая в уезде сельскохозяйственная коммуна — колхоз «Благое начало», позднее переименованый в «Красный партизан».
По данным 1933 года деревня деревня Ахматова Гора входила в состав Староладожского сельсовета Волховского района.
В 1939 году население деревни составляло 283 человека.

План деревни Ахматова Гора. 1941 год

Согласно топографической карте РККА 1941 года деревня насчитывала 49 дворов. 
В 1961 году население деревни составляло 235 человек.
По данным 1966, 1973 и 1990 годов деревня Ахматова Гора также входила в состав Староладожского сельсовета.
В 1997 году в деревне Ахматова Гора Староладожской волости проживали 42 человека, в 2002 году — 58 человек (русские — 98 %).
В 2007 году в деревне Ахматова Гора Староладожского СП — 52.

## География
Деревня находится в северо-западной части района на автодороге 41К-194 (Старая Ладога — Кисельня), смежно с центром поселения, селом Старая Ладога.
Расстояние до административного центра поселения — 1 км.
Расстояние до ближайшей железнодорожной станции Волховстрой I — 13 км.
Через деревню протекает река Елена.

## Демография
| 1862 | 2007 | 2010 | 2017 |
| ---- | ---- | ---- | ---- |
| 99   | ↘52  | ↗56  | ↗67  |

### Национальный состав
Согласно данным Всероссийской переписи населения 2021 года в деревне проживал 101 человек, из них:
 русские — 96, украинцы — 4, мордва — 1 человек.